# Jackie Joseph
Jackie Joseph (Los Angeles, 7 novembre 1933) è un'attrice statunitense.

## Filmografia parziale

### Cinema
- Speed Crazy, regia di William J. Hole Jr. (1959)
- La piccola bottega degli orrori (The Little Shop of Horrors), regia di Roger Corman (1960)
- Una guida per l'uomo sposato (A Guide for the Married Man), regia di Gene Kelly (1967)
- 8 falsari, una ragazza e... un cane onesto (Who's Minding the Mint?), regia di Howard Morris (1967)
- C'è un uomo nel letto di mamma (With Six You Get Eggroll), regia di Howard Morris (1968)
- I sei della grande rapina (The Split), regia di Gordon Flemyng (1968)
- Non stuzzicate i cowboys che dormono (The Cheyenne Social Club), regia di Gene Kelly (1970)
- Flippaut (Get Crazy), regia di Allan Arkush (1983)
- Gremlins, regia di Joe Dante (1984)
- Scuola di polizia 2 - Prima missione (Police Academy 2: Their First Assignment), regia di Jerry Paris (1985)
- Scuola di polizia 4 - Cittadini in... guardia (Police Academy 4: Citizens on Patrol), regia di Jim Drake (1987)
- Gremlins 2 - La nuova stirpe (Gremlins 2: The New Batch), regia di Joe Dante (1990)
- Small Soldiers, regia di Joe Dante (1998)
- Le monde doit m'arriver?, regia di Jonathan Taieb (2012)

### Televisione
- Peter Gunn – serie TV, episodio 1x38 (1959)
- My Living Doll – serie TV, episodio 1x07 (1964)
- Gomer Pyle: USMC – serie TV, 4 episodi (1965-1969)
- Una famiglia... si fa per dire (Accidental Family) – serie TV, episodio 1x15 (1967)
- Josie e le Pussycats (Josie and the Pussycats) – serie animata, 16 episodi (1970-1971) - voce
- Doris Day Show (The Doris Day Show) – serie TV, 44 episodi (1971-1973)
- Un desiderio per Natale (All I Want for Christmas) – film TV (2014)